# Dairy Farm International Holdings
Dairy Farm International Holdings Limited, communément appelée Dairy Farm, est une entreprise de la grande distribution implantée en Asie mais dont le siège social est aux Bermudes. La société fait partie du conglomérat Jardine Matheson, qui en détient 78%.

## Histoire
Dairy Farm fut créée en 1886 par Sir Patrick Manson, un chirurgien écossais, associé à cinq hommes d'affaires hongkongais. Le but initial de l'entreprise était d'améliorer les conditions sanitaires de la population de Hong Kong en fournissant du lait propre à la consommation. Dans ce but, un troupeau de vaches laitières fut importé pour être élevé dans une ferme située à Pok Fu Lam (zh).
En 1904, Dairy Farm débute l'importation de viande congelée et ouvre son premier magasin à Hong Kong.
En 1960, Dairy Farm fusionne avec Lane Crawford et ses supermarchés sont renommés « Dairy Lane », jusqu'à l'acquisition des supermarchés Wellcome en 1964.
En 1972, la société est rachetée par une filiale du groupe Jardine Matheson, puis elle est introduite à la Bourse de Hong Kong en 1984.
À partir de 1999, le groupe Dairy Farm mène une série d'acquisitions à Taïwan, en Malaisie, en Indonésie et à Singapour.
En 2015, le groupe est principalement coté à la bourse de Londres ainsi qu'à la bourse de Singapour et aux Bermudes. Dairy Farm opère 6 528 magasins sous différentes enseignes de commerces de proximité, supermarchés, hypermarchés, parapharmacies et divers lieux de restauration ainsi que des magasins d'ameublement.

## Opérations
Liste des activités du groupe Dairy Farm en 2014:
| - Pays ou territoire - Hong Kong - Brunei - Cambodge - Chine - Indonésie - Macao - Malaisie - Philippines - Singapour - Taïwan - Viêt Nam | - Enseignes - Supermarchés: Wellcome, Cold Storage (supermarket) (en), Jason's Market Place (en), Giant, Hero, Rustan's, ShopWise, Lucky - Parapharmacies: Mannings (en), Guardian, Rose Pharmacy, GNC (store) (en) - Commerces de proximité: 7-Eleven, Starmart - Magasin d'ameublement: IKEA - Services de restauration: Maxim's Catering (en) |